# Thrymheim
Thrymheim (altnord. Þrymheimr – „Donnerheim, Lärmheim“) ist in der nordischen Mythologie der Wohnsitz der Skadi und nach dem Grímnismál einer der Götterpaläste in Asgard. Ursprünglich lebte hier Skadis Vater, der Riese Thiazi. Während der Ehe mit Njörðr wohnt Skadi zeitweilig bei diesem in Nóatún am Meer (Gylfaginning, 24). Später nach der Trennung lebte sie wieder die ganze Zeit über in Thrymheim.

„Thrymheim heißt die sechste, wo Thiassi hauste,

Jener mächtige Jote.

Nun bewohnt Skadi, die scheue Götterbraut

Des Vaters alte Veste.“